# Мараваам
Мараваам — река на Дальнем Востоке России, протекает по территории Иультинского района Чукотского автономного округа.
Длина реки 98 км, площадь бассейна — 1080 км².
Берёт исток со склонов горы Зубчатая, протекает в целом в широтном направлении, впадает в Амгуэму слева в 184 км от её устья.
Близ устья реки обнаружено несколько стоянок древнего человека возрастом 4 — 2 тыс. до н. э..

## Гидроним
Название в переводе с чук. Маравваам — «злая река». Согласно местным преданиям, поздней зимой под лёд ушёл чукотский караван, оставшиеся в живых люди потому так и прозвали реку.

## Притоки
Объекты перечислены по порядку от устья к истоку.
- 3 км: Спокойный[7]
- 11 км: Махровый
- 21 км: Зрелый[7]
- 28 км: река без названия
- 53 км: река без названия
- 58 км: река без названия
- 59 км: Мейнымечек
- 62 км: Каймечек
- 69 км: река без названия
- 77 км: Восточная[4]

По данным государственного водного реестра России относится к Анадыро-Колымскому бассейновому округу.